# Netzwerk Museen
Das Netzwerk Museen ist ein Verbund von Museen in Deutschland, Frankreich und der Schweiz, welches im Dreiländermuseum Lörrach (D) koordiniert wird.

## Ausgangssituation
Mit der Ausstellung Nach dem Krieg/Après la guerre von 1995 begann erstmals am südlichen Oberrhein die trinationale Zusammenarbeit von Museen: 50 Jahre nach dem Ende des Zweiten Weltkriegs thematisierte das deutsch-schweizerisch-französische Projekt Kriegsende und Nachkriegszeit am südlichen Oberrhein. Die Ausstellungen der beteiligten Museen Dreiländermuseum Lörrach (damals Museum am Burghof), Museum.BL (Schweiz, damals Kantonsmuseum Baselland) und Musée Historique Mulhouse (Frankreich) fanden zeitgleich statt. Die Zusammenarbeit erstreckte sich auf Konzeption, Rahmenprogramm und Öffentlichkeitsarbeit der Ausstellungen. Es gab einen gemeinsamen Katalog und ein gemeinsames Ausstellungsplakat für die drei Ausstellungen. Im Lauf der Jahre folgten vier weitere Ausstellungsreihen:
- Revolution 1848/49 – Nationalität trennt, Freiheit verbindet (1998)[4]
- Verrückte Regio: Fasnacht – Fasnet – Carnaval (2004)[5]
- Mythische Orte am Oberrhein (2007)[6]
- Der Oberrhein um 1900 (2009)[7]

## Idee und Ziel
Grundlegende Idee des Netzwerks ist es, die Möglichkeiten grenzüberschreitender Museumszusammenarbeit zu nutzen, um Geschichte im transnationalen Kontext darzustellen. Um eine kontinuierliche Zusammenarbeit von Museen aus Frankreich, Deutschland und der Schweiz sicherzustellen und eine ständige und flexible Zusammenarbeit zu ermöglichen, die projektbezogen wechselnde Museen zusammenführt, wurde das Netzwerk Museen im Jahr 2012 vom Dreiländermuseum Lörrach gegründet. Das Dreiländermuseum verfügt selbst über eine grenzüberschreitend konzipierte Dauerausstellung und hatte sich schon zuvor an allen grenzüberschreitenden Projekten federführend beteiligt. Die Förderung durch die Europäische Union ermöglichte es, das Netzwerk nun auf das gesamte Oberrheingebiet auszudehnen. Das Netzwerk Museen wurde darum auch wesentlicher Teil des INTERREG-Projektes B 34 mit dem Projekttitel „Dreiländermuseum – trinationales Netzwerk für Geschichte und Kultur“ des Dreiländermuseums Lörrach.
Ziel des Netzwerkes ist es, alle 3 bis 4 Jahre zu einem übergeordneten Themenschwerpunkt grenzüberschreitende Ausstellungsreihen zu konzipieren und Synergie-Effekte im Bereich Sammlung und Öffentlichkeitsarbeit zu nutzen. Mit dem Netzwerk Museen wurde ein Instrument geschaffen das breiten Bevölkerungsschichten die Geschichte und Gegenwart der Region am Oberrhein näherbringt und die Menschen der Region dazu anregen soll, Ausstellungen zu einem Themenschwerpunkt sowohl im eigenen Land als auch den jeweiligen Nachbarländern zu besuchen.

## Organisation

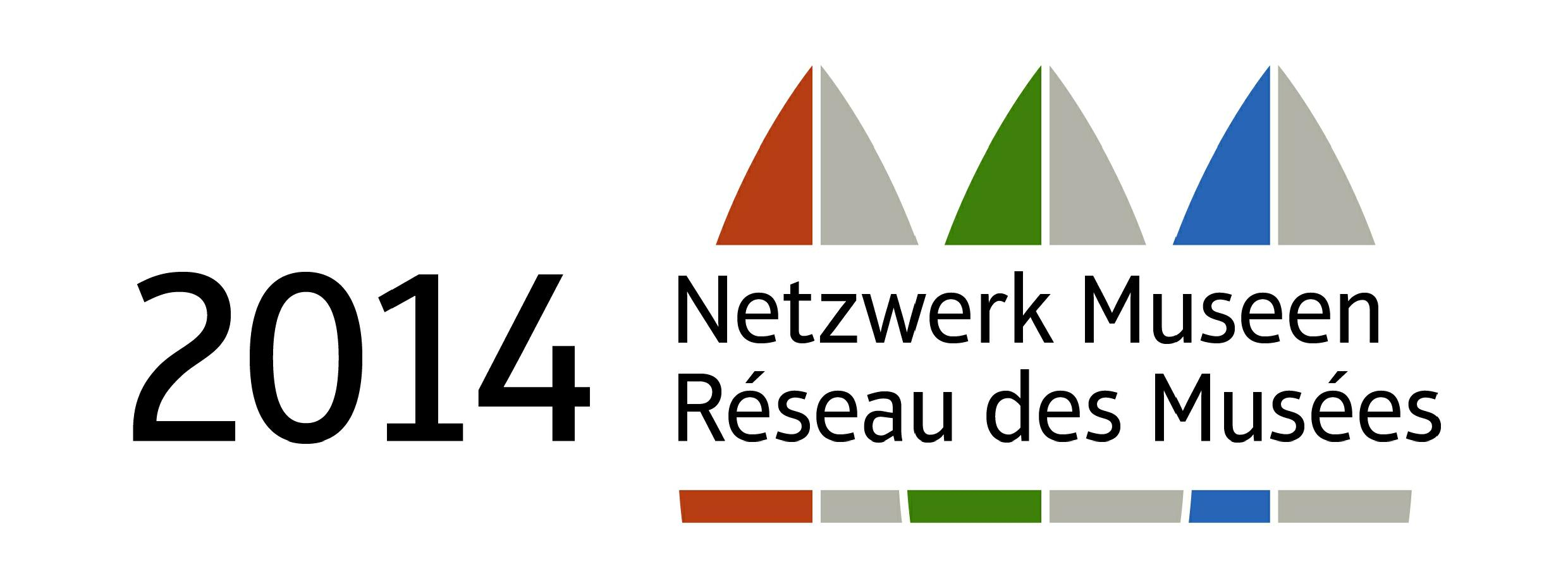
Logo Netzwerk Museen 2014

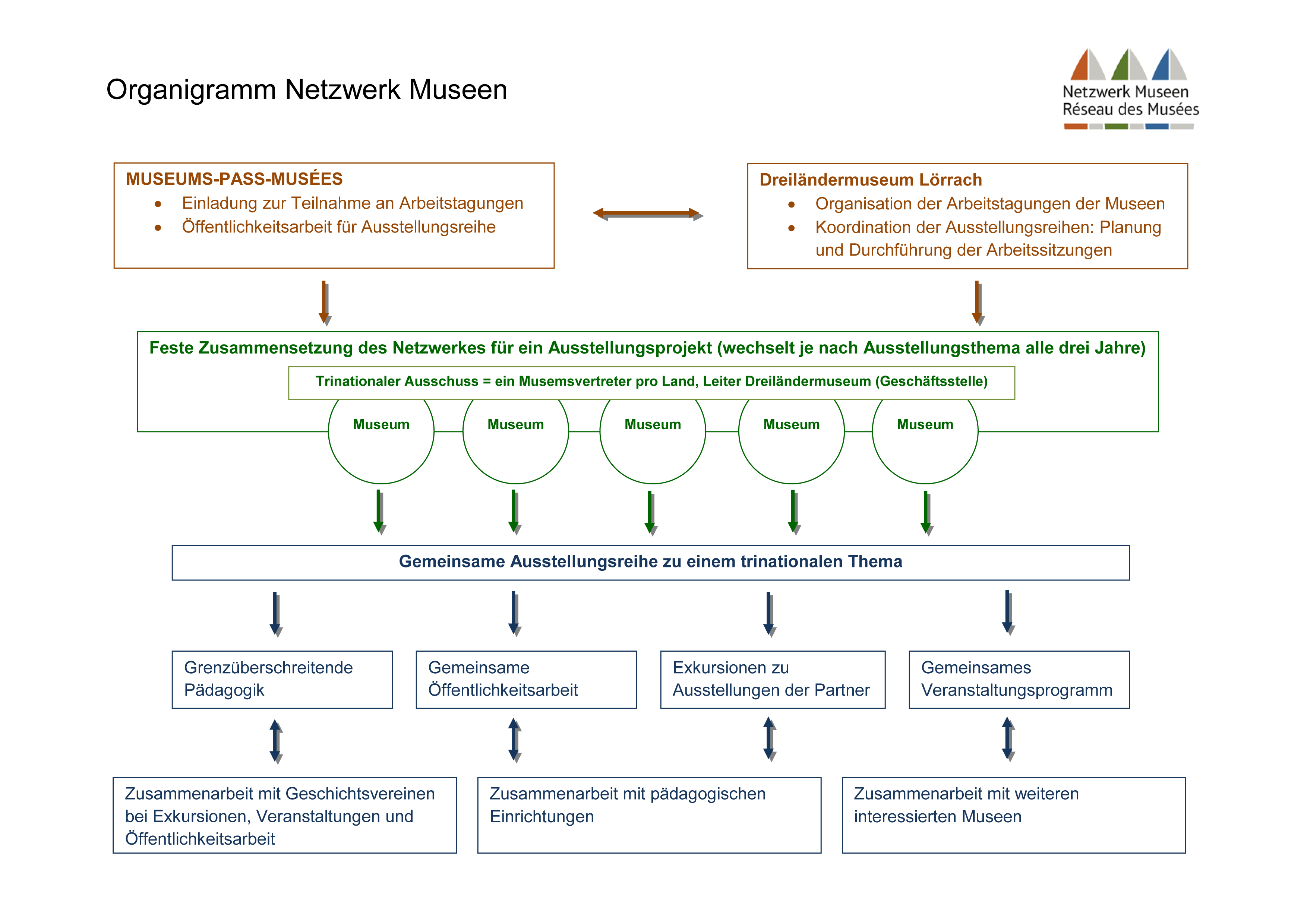
Organigramm Netzwerk Museen

Die Geschäftsstelle des Museums-PASS-Musées und das Dreiländermuseum Lörrach initiieren alle drei Jahre Arbeitstagungen der teilnehmenden Museen. Das erste „Kick-Off“-Arbeitstreffen fand am 8. März 2013 statt. Die Museen binden sich jeweils nur für ein Ausstellungsprojekt an das Netzwerk. Die Zusammensetzung der Arbeitstagungen kann sich alle 3 Jahre je nach Ausstellungsthema ändern. Alle 4 Jahre präsentieren die teilnehmenden Museen eine grenzüberschreitende Ausstellungsreihe. Im Abstand von 6 Monaten treffen sich die Museen zu einer ganztägigen Arbeitssitzung. Dort geht es neben den Ausstellungskonzeptionen um Themen wie grenzüberschreitende Museumspädagogik, Begleitveranstaltungen, Öffentlichkeitsarbeit und Zusammenarbeit mit externen Einrichtungen. Koordiniert und organisiert wird das Netzwerk vom Dreiländermuseum in Lörrach. Für Entscheidungen, die zwischenzeitlich getroffen werden müssen, wurde ein von den beteiligten Museen bestimmter trinationaler Ausschuss eingesetzt. Ihm gehören jeweils ein Vertreter der Museen pro Land und der Leiter der Geschäftsstelle des Netzwerkes an. Um öffentlich wahrgenommen zu werden, wurde ein Logo entwickelt und eine Website erstellt. Da die Zusammenarbeit der Museen projektbezogen ist, erhält das Logo die Jahreszahl des aktuellen Projektes. Grundlage der Zusammenarbeit des Netzwerkes ist die Gleichberechtigung aller Partnermuseen unabhängig von der Größe des Museums, nationaler Zugehörigkeit oder finanzieller Ausstattung. Die Intensität der Zusammenarbeit bestimmt jedes Museum selbst.

## Bisher abgeschlossene Ausstellungsprojekte

### 2014: Ausstellungsreihe zum Ersten Weltkrieg
Die erste Ausstellungsreihe des Netzwerkes 2014 widmet sich dem Thema „Erster Weltkrieg am Oberrhein“. Die teilnehmenden Museen aus Deutschland, Frankreich und der Schweiz thematisieren in 35 Ausstellungen den Ersten Weltkrieg am Oberrhein aus nationaler, lokaler oder thematischer Perspektive. Eine Übersicht aller Ausstellungen gibt die Broschüre Der Erste Weltkrieg am Oberrhein. Damit ist das Netzwerk Museen, das bislang größte grenzüberschreitende Projekt im Bereich Museen.

### 2018/2019:Zeitenwende 1918/19
Das zweite Projekt des Netzwerks Museen ist eine gemeinsame Ausstellungsreihe unter dem Titel Zeitenwende 1918/19. Diese widmete sich ab Mitte 2018 der politischen, wirtschaftlichen, gesellschaftlichen und kulturellen Situation Deutschlands, Frankreichs und der Schweiz in den Jahren nach dem Ersten Weltkrieg.
Kerngebiet des Netzwerks ist wieder das Oberrheingebiet, aber auch Museen angrenzender Regionen beteiligen sich. 30 Museen zwischen Straßburg, Bern und Stuttgart präsentieren das größte grenzüberschreitende Ausstellungsnetz zur Zeitenwende 1918/19 in einer europäischen Region. Den Überblick bietet die Ausstellung im Dreiländermuseum, das das Netzwerk wieder koordiniert. Die Ausstellungen der Netzwerkpartner beleuchten die Zeit aus jeweils einem nationalen, regionalen oder thematischen Blickwinkel.

### 2022/2023:Der Rhein
In diesem aktuellen Ausstellungsnetzwerkprojekt, in dem rund 40 Institutionen wie Museen, Universitäten und auch kommunale Behörden beteiligt sind, wird der Oberrhein in den Fokus genommen: Bereits im Herbst 2019 fand das erste entsprechende Treffen im Dreiländermuseum statt, weitere trotz COVID-19-Pandemie im Herbst 2020, im Oktober 2021 sowie im Mai 2022.

## Beteiligte Orte

### Beteiligte Museen und Einrichtungen 2014
Deutschland
- Dreiländermuseum, Lörrach

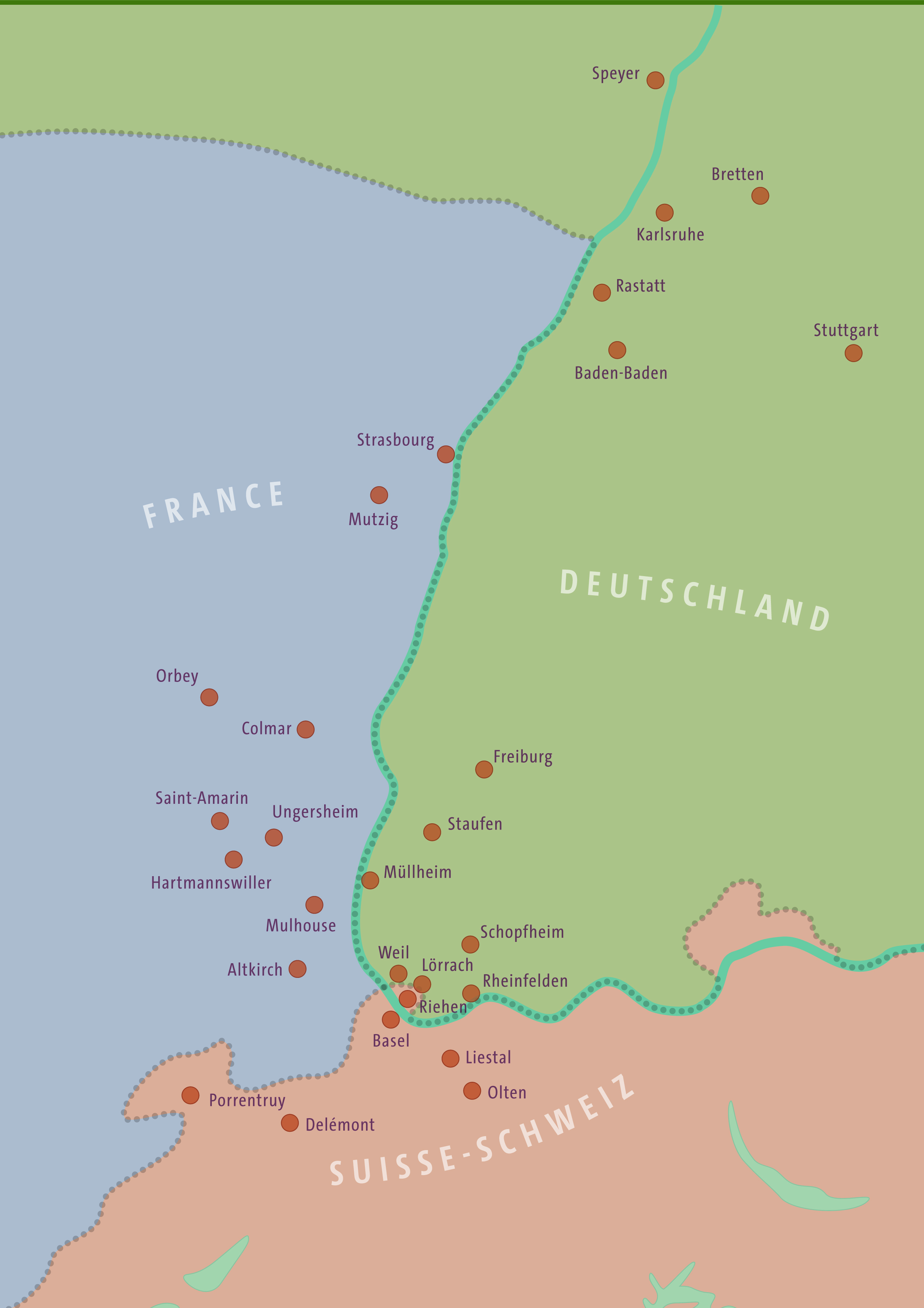
Ausstellungsorte 2014 zum Ersten Weltkrieg

- Haus der Geschichte Baden-Württemberg, Stuttgart
- Historisches Museum der Pfalz, Speyer
- Keramikmuseum Staufen im Breisgau, Zweigmuseum des Badischen Landesmuseums Karlsruhe
- Landesarchiv Baden-Württemberg in Kooperation mit Archives Départementales du Haut Rhin, Colmar
- Markgräfler Museum Müllheim
- Melanchthonhaus (Bretten)
- Museum am Lindenplatz, Weil am Rhein
- Museum für Kunst und Technik des 19. Jahrhunderts, Baden-Baden
- Museum für Stadtgeschichte Freiburg im Breisgau
- Stadtarchiv Lörrach
- Stadtarchiv & Erinnerungsstätte Ständehaus Karlsruhe
- Stadtmuseum Rastatt
- Stadtmuseum Rheinfelden
- Stadtmuseum Schopfheim
- Stadtmuseum und Pfinzgaumuseum Karlsruhe
- Wehrgeschichtliches Museum Rastatt

Frankreich
- Archives Départementales du Haut Rhin, Colmar in Kooperation mit dem Landesarchiv Baden-Württemberg, Karlsruhe
- Archives et Musée Historique, Strasbourg
- Bibliothèque nationale et universitaire, Strasbourg
- Écomusée d’Alsace, Ungersheim
- Fort de Mutzig – Feste Kaiser Wilhelm II, Mutzig
- Hartmannswillerkopf, Hartmannswiller
- Le Musée des Beaux-Arts, Mulhouse
- Mémorial du Linge, Orbey
- Musée Archéologique, Strasbourg
- Musée Historique, Mulhouse
- Musée Serret, Saint-Amarin
- Musée Sundgauvien, Altkirch

Schweiz
- Historisches Museum Olten
- Musée de l‘Hôtel-Dieuv, Porrentruy
- Musée jurassien d‘art et d’histoire, Delémont
- Museum.BL, Liestal
- Museum der Kulturen Basel
- Museum für Geschichte, Barfüsserkirche
- Spielzeugmuseum Riehen

### Beteiligte Museen und Einrichtungen 2018/19
- Basel - Verkehrsdrehscheibe Schweiz
- Bern - Zentrum Paul Klee
- Biel - Nouveau Musée Bienne
- Colmar - Musée d’Histoire Naturelle et d’Ethnographie
- Colmar / Strasbourg: Archives départementales du Haut-Rhin, Archives départementales du Bas-Rhin
- Esslingen - Stadtmuseum Esslingen im Gelben Haus
- Ettlingen - Museum Ettlingen
- Frankfurt - Historisches Museum Frankfurt
- Hartmannswillerkopf - Historial franco-allemand du Hartmannswillerkopf[16]
- Heidelberg - Reichspräsident-Friedrich-Ebert-Gedenkstätte
- Karlsruhe - Badisches Landesmuseum
- Karlsruhe - Stadtmuseum im Prinz-Max-Palais
- Kehl - Hanauer Museum Kehl
- Liestal - Dichter- und Stadtmuseum Liestal
- Lingekopf - Champ de Bataille du Linge
- Lörrach - Dreiländermuseum / Musée des Trois Pays
- Müllheim - Markgräfler Museum im Blankenhorn-Palais
- Olten - Kunstmuseum Olten
- Rastatt - Stadtmuseum Rastatt
- Rheinfelden (Aargau) - Fricktaler Museum
- Rheinfelden (Baden) - Haus Salmegg
- Saint-Amarin - Musée SERRET
- Speyer - Historisches Museum der Pfalz
- Stockach - Stadtmuseum
- Strasbourg -  Archives de la Ville et de l’Eurométropole de Strasbourg / Musée Historique de Strasbourg
- Strasbourg - Musée Tomi Ungerer - Centre international de l’Illustration
- Stuttgart - Haus der Geschichte Baden-Württemberg
- Uffholtz - Abri-Mémoire d‘Uffholtz
- Weil am Rhein - Museum Weiler Textilgeschichte
- Weil am Rhein - Museum am Lindenplatz

### Beteiligte Museen und Einrichtungen 2022/23
Beim trinationalen Projekt Der Rhein sind bislang folgende 38 Institutionen beteiligt:
- Andlau: Les ateliers de la Seigneurie
- Bad Säckingen: Schloss Schönau
- Basel: Antikenmuseum Basel & Verkehrsdrehscheibe Schweiz und unser Weg zum Meer
- Bingen am Rhein: Museum am Strom
- Birsfelden: Museum Birsfelden
- Breisach am Rhein: Museum für Stadtgeschichte
- Efringen-Kirchen: Alte Schule
- Freiburg im Breisgau: Regierungspräsidium Freiburg
- Grenzach-Wyhlen: Regionalmuseum Römervilla
- Gunsbach: Albert-Schweitzer-Haus
- Hartmannswillerkopf
- Heidelberg: Kurpfälzisches Museum
- Huningue: Musée historique et militaire
- Karlsruhe: Badisches Landesmuseum & Stadtmuseum
- Kehl: Hanauer Museum
- Kembs: Maison du Patrimoine de Kembs
- Laufenburg AG: Museum Schiff Laufenburg
- Liestal: Museum.BL
- Lörrach: Dreiländermuseum
- Mannheim: Reiss-Engelhorn Museen (Museum Zeughaus)
- Mulhouse: Musée Electropolis
- Müllheim im Markgräflerland: Markgräfler Museum Müllheim
- Oberkirch (Baden): Heimat- und Grimmelshausenmuseum
- Pratteln: Salzkammer
- Rastatt: Stadtmuseum
- Rheinfelden AG: Fricktaler Museum
- Rheinfelden (Baden): Haus Salmegg & Rathaus
- Saint-Louis: Petite Camargue Alsacienne
- Schopfheim: Stadtmuseum
- Straßburg: Universität & Zoologisches Museum
- Weil am Rhein: Museum für Textilgeschichte & Museum am Lindenplatz
- Worms: Nibelungenmuseum